# Tom Heinsohn
Thomas William Heinsohn (né le 26 août 1934 - mort le 10 novembre 2020) est un ancien joueur américain de basket-ball. Il est membre du Basketball Hall of Fame en tant que joueur des Celtics de Boston. Il a également entrainé l'équipe de 1970 à 1978. Il est le commentateur des Celtics sur Fox Sports New England jusque 2020.

## Carrière en université
Né à Jersey City, New Jersey, Heinsohn fut élève au lycée St. Michael's High School dans les environs de Union City, New Jersey. Il devint le meilleur marqueur de l'école de tous les temps avec 1 789 points, soit une moyenne de 22.1 points par match. Durant son année senior, Heinsohn inscrivit un record de 51 points dans un match contre Boston College.

## Carrière professionnelle
En 1956, Heinsohn signa avec les Celtics de Boston. Lors de sa première saison, Heinsohn joua au NBA All-Star Game, fut élu NBA Rookie of the Year, et remporta sa première bague de champion. Il fait partie de l'équipe des Celtics qui remporta neuf titres en dix ans, dont huit consécutifs entre 1959 et 1966. Dans l'histoire de la NBA, seuls ses coéquipiers Bill Russell et Sam Jones remportèrent plus de bagues de champions durant leur carrière de joueur. Heinsohn fut nommé dans six équipes All-Star. Le jour où son coéquipier Bob Cousy se retira, Heinsohn scora son 10 000e point en carrière. Son no 15 fut retiré par les Celtics en 1966.
En dehors du terrain, Heinsohn joua un rôle important dans l'association des joueurs de la NBA. Il fut le second président de l'association (après le président fondateur Bob Cousy), et eut un rôle décisif dans la convention signée avec la ligue sur les joueurs libres après le conflit du NBA All-Star Game 1964, lors duquel les joueurs All-Star, mené par Heinshohn, menacèrent de faire grève.

## Carrière d'entraineur
Après avoir mis fin à sa carrière de joueur, Heinsohn devint l'entraîneur des Celtics. Il mena l'équipe à un bilan record de 68 victoires-14 défaites durant la saison 1972-73 et fut nommé entraineur de l'année, en dépit du fait que Boston fut éliminé des playoffs. La saison suivante, Heinsohn et les Celtics remportèrent le titre de champion, et en obtinrent un autre en 1976. Il accumula dans sa carrière d'entraineur un bilan de 427 victoires-263 défaites.

## Carrière de commentateur
En 1981, le désormais retraité Heinsohn rejoignit Mike Gorman en tant que commentateur sur la chaine des Celtics; ils sont depuis devenus l'un des tandems de commentateurs avec la plus longue durée de vie. Occasionnellement, Bob Cousy se joint au tandem de Gorman et Heinsohn.
Dans ses commentaires, il est réputé pour son attitude énergique (en particulier si les Celtics gagnent ou jouent bien) soutenant ardemment les Celtics, surtout quand les arbitres sont en cause, lors de décisions litigieuses par exemple.
Dans sa vie personnelle, Heinsohn aime peindre et jouer au golf.
Il meurt le 10 novembre 2020.

## Récompenses
- NBA Rookie of the Year (débutant de l'année en NBA) 1957
- All-Star NBA à six reprises
- Entraineur de l'année 1973
- Intronisé au Basketball Hall of Fame en tant que joueur en 1986
- Lauréat en 1995 du trophée Jack McMahon par l'association des entraineurs de basket

## Pour approfondir
- Liste des joueurs les plus titrés en NBA.